# Exequiel Fontecilla Larraín
Exequiel Fontecilla Larraín (Santiago de Chile 15 de noviembre de 1916 - 12 de enero de 1988) fue un acuarelista y arquitecto chileno.

## Primeros años de vida
Fue hijo de Arturo Fontecilla Larraín y de Matilde Larraín Hurtado. Bisnieto de Paula Aldunate Larraín, considerada una de las primeras pintoras Chilenas, alumna de Mauricio Rugendas. Tataranieto de Diego Antonio de la Fontecilla y Palacios, corregidor de Copiapó.
Los estudios primarios y secundario los realizó en el colegio San Ignacio de Santiago de Chile. Sus estudios universitarios los realizó en la Universidad Católica de Chile, titulándose de arquitecto en 1938. Posteriormente tomó clases de pintura con Miguel Venegas Cifuente (1907 - 1979). En 1949 fue becado por el instituto hispánico para perfeccionar sus estudios en España en el arte de la acuarela.

### Matrimonio e hijos
Contrajo matrimonio con Luz Nieto Varas, hija de José Julio Nieto Espínola y de Elvira Varas Montt. Fueron padres de seis hijos que son: Arturo, Elvira, Julio Antonio (Momo), Pedro, Josefina (Pepa) y Exequiel (Lele).

## Vida artística
Fue miembro activo del Arte Sacro del Arzobispado de Santiago de Chile. También ejerció como asesor artístico del Museo Colonial de la Catedral de Santiago y como asesor arquitectónico del Museo del Templo de San Francisco ubicado en la principal arteria capitalina de Santiago de Chile, La Alameda.
También estuvo a cargo de la reconstrucción del centro artesanal de los jesuitas en Calera de Tango, y de la construcción y reconstrucción de capillas e iglesias afectadas por el terremoto de 1985.
Se interesó por la pintura de paisajes a la acuarela, aunque también exploró el óleo y el dibujo. A principios de la década del 50 viajó becado a España, para perfeccionar sus estudios artísticos en la acuarela. A su regreso de Europa, posteriormente público una serie de sus dibujos. 
Su arte da una visión de antiguos barrios de Santiago; la Chimba, La Recoleta Franciscana y numerosas callejuelas plazoletas y casas con árboles. Sus paisajes urbanos y rurales captan una atmósfera romántica y nostálgica, retratando los lugares con una mirada sintética y lucida, donde no se escapan los detalles.
Su pintura de definen por la espontaneidad y sencillez, y no se pueden encasillar en ninguna tendencia.

## Premios y reconocimientos
- 1938 Segunda medalla, salón nacional de Bellas Artes, Santiago de Chile.
- 1945 Segunda medalla, salón oficial de Bellas Artes, Santiago de Chile.
- 1946 Segunda medalla, salón de veranos, Viña del Mar, Chile.
- 1948 Primer premio en pintura en el certamen Arturo Edwards, en le salón oficial de Santiago de Chile.
- 1952 Primera medalla en acuarela, salón oficial de Bellas Artes, Santiago de Chile.
- 1986 Premio Municipalidad de Providencia, Otorgado a destacados vecinos de Santiago de Chile.

## Exposiciones
Realizó exposiciones individuales como colectivas; se detallan algunas de ellas

### Exposiciones individuales
- 1949 Galería Buchholz, Madrid, España.
- 1951 Librería Francesa, Le Caveau, Santiago de Chile.
- 1973 Instituto Cultural de Las Condes, Santiago de Chile.
- 1984 Instituto Cultural de Providencia, Santiago de Chile.

### Exposiciones colectivas
- 1936 salón nacional de Bellas Artes, Santiago de Chile.
- 1938 salón nacional de Bellas Artes, Santiago de Chile.
- 1943 salón nacional de Bellas Artes, Santiago de Chile.
- 1945 salón nacional de Bellas Artes, Santiago de Chile.
- 1947 salón nacional de Bellas Artes, Santiago de Chile.
- 1948 salón oficial de Bellas Artes, Santiago de Chile.
- 1949 Instituto Chileno Británico de Cultura, Santiago de Chile.
- 1950 salón nacional de Bellas Artes, Santiago de Chile.
- 1951 salón nacional de Bellas Artes, Santiago de Chile.
- 1952 salón nacional de Bellas Artes, Santiago de Chile.
- 1958 Exposición aniversario de la Asociación Chilena de Pintores y Escultores, Universidad de Chile, Santiago de Chile.
- 1963 cuarto salón de otoño de Valparaíso, Chile.
- 1966 séptimo salón de otoño de Valparaíso, Chile.
- 1979 arquitectos pintores, Instituto Cultural de Las Condes, Santiago de Chile.
- 1984 primer encuentro de pintores contemporáneos, Museo Tajamares, Santiago de Chile.
- 1984 La pintura al agua en Chile Instituto Cultural de Providencia Santiago de Chile.
- 1989 170 pinturas, galería de arte Praxis, Santiago de Chile.

## Legado
Es recordado por su aporte a la pintura chilena como un fino acuarelista, también arquitecto de la Universidad Católica de Chile, retratando preferentemente las calles antiguas y las esquinas de Valparaíso y otros puertos. Se debe considerar por sus trazo ágil y lo escondido de su temática.